# Terrain d’aventure (aire de jeu)
Les terrains d’aventure sont des espaces d’activités libres destinés aux enfants, qui leur permettent de se réapproprier l’espace public

## Histoire

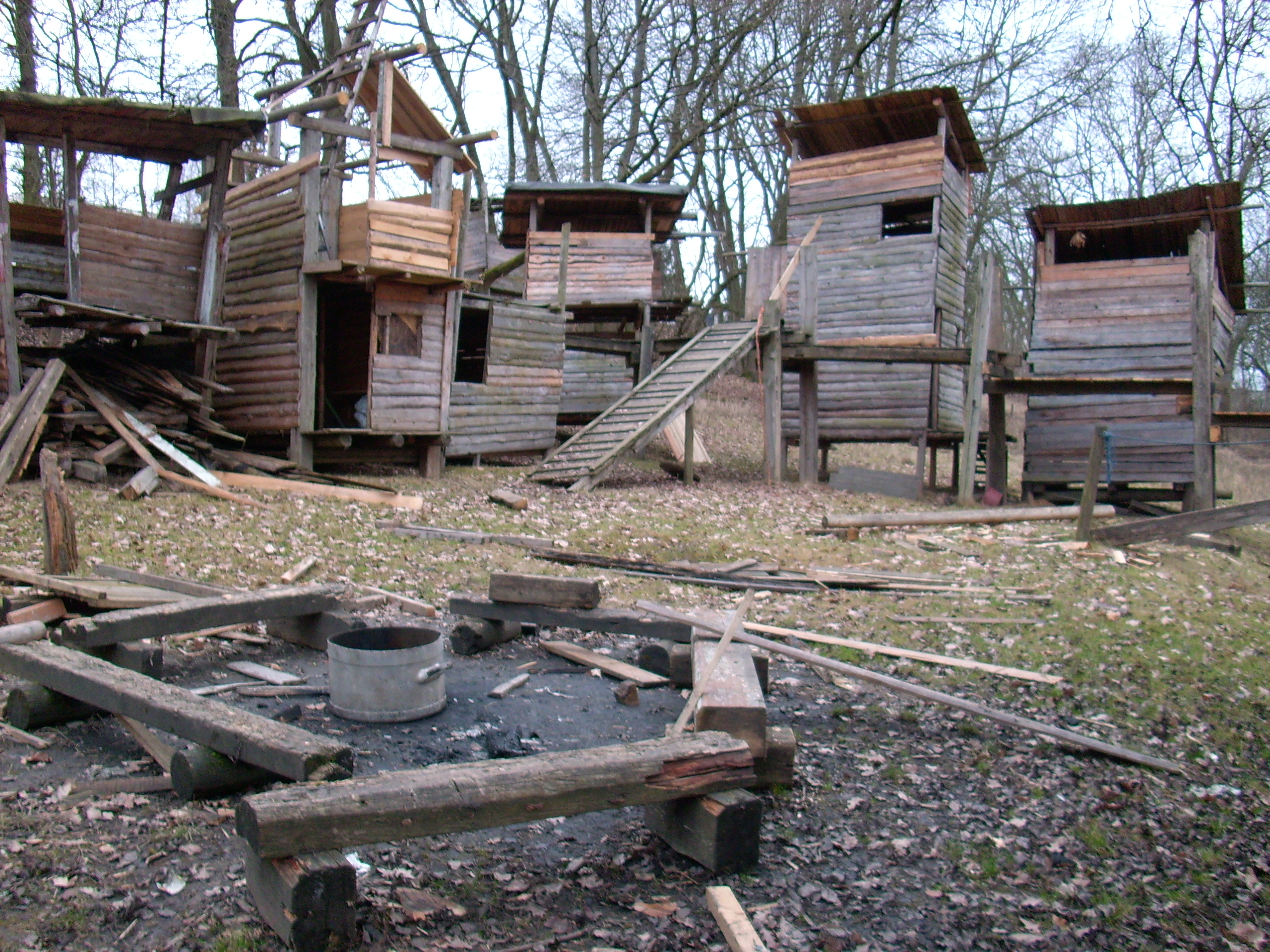
Terrain d’aventure à Freiberg

Inventés au Danemark par Carl Theodor Sørensen, les terrains d’aventure sont des espaces d’activités libres destinés aux enfants afin de leur permettre de se réapproprier l’espace public.
L'objectif est de permettre aux enfants d’imaginer et de construire leur univers propre univers où l’empreinte des adultes est minimale.